# Marie Lang (Kickboxerin)
Marie Lang (* 17. Dezember 1986 in Bünde) ist eine deutsche Kickboxerin. Sie ist Weltmeisterin in den Gewichtsklassen bis 60,0 kg, bis 62,5 kg und bis 65,0 kg im Weltverband der WKU sowie Modedesignerin und Model.

## Leben
Lang wuchs in Lemgo/Lippe auf. Mit 16 Jahren begann sie mit dem Kickboxen. Trainer Kai Gutmann bemerkte ihr Talent für den Kampf. 2007 wurde sie Deutsche Meisterin im Verband der WKN. 2007 begann sie in München ein Studium des Modedesign, das sie 2011 abgeschlossen hat. Seit 2013 kämpft sie für das Kampfsportzentrum Steko in München. Unter Anleitung von Pavlica und Mladen Steko gewann sie alle Kämpfe bei der Steko’s Fight Night. Durch den Sieg über Tanya Merrett am 21. November 2015 verteidigte Lang ihren Weltmeistertitel zum fünften Mal innerhalb eines Jahres und sicherte sich damit einen Weltrekord im Kickboxen. Von 2019 bis zum Jahr 2021 war sie Weltmeisterin in sechs verschiedenen Klassen (Vollkontakt Kickboxen bis 60,0 kg, bis 62,5 kg und bis 65,0 kg und Kickboxen mit Lowkicks bis 60,0 kg, bis 62,5 kg und bis 65,0 kg) und seit 37 Kämpfen ungeschlagen.
Lang wurde sowohl im April als auch im November 2020 positiv auf das Coronavirus getestet. Ihren 37. Kampf am 16. Februar 2020 bestritt sie mit Covid-Symptomen, womit sie zu den ersten Erkrankten in Deutschland zu zählen wäre.

## Erfolge
im Profi-Kickboxen
- Weltmeisterin der WKU im Kickboxen (Lowkicks) von 2019 bis 2021 bis 65,0 kg
- Weltmeisterin der WKU im Vollkontakt Kickboxen seit 2019 bis 65,0 kg
- Weltmeisterin der WKU im Vollkontakt Kickboxen seit 2018 bis 60,0 kg
- Weltmeisterin der WKU im Vollkontakt Kickboxen seit 2017 bis 62,5 kg
- Weltmeisterin der WKU im Kickboxen (Lowkicks) seit 2016 bis 60,0 kg
- Weltmeisterin der WKU im Kickboxen (Lowkicks) von 2015 bis 2022 bis 62,5 kg[9]
- Europameisterin der WKU 2014 im Kickboxen (Lowkicks) bis 62,5 kg
- Europameisterin der WKU 2014 im Kickboxen (Lowkicks) bis 60,0 kg
- Internationale Deutsche Meisterin der WKU 2014 im Kickboxen (Lowkicks) bis 60,0 kg

im Amateur-Kickboxen
- Deutsche Meisterin Vollkontakt der ISKA 2010
- Süddeutsche Meisterin im Vollkontakt der ISKA 2010
- Deutsche Meisterin 2009 der WKN (ProAm)
- Deutsche Meisterin 2007 der WKN (ProAm)
- Internationale Deutsche Vizemeisterin im Vollkontakt der WKA 2006
- Deutsche Meisterin Vollkontakt der WIASKA 2006

## Statistik
| Profi-Kickboxkämpfe |               |                     |                   |                  |             |                |        |        |
| Jahr                | Tag           | Gegnerin            | Ort               | Gewichtsklasse   | Weltverband | Ergebnis       | Typ    | Runden |
| 2014                | 14. März      | Selma Baltic        | München           | Lowk bis 60,0 kg | WKU         | Sieg, DM-Titel | KO     | 2      |
| 2014                | 9. Mai        | Cindy Steffen       | München           | Lowk bis 60,0 kg | WKU         | Sieg, EM-Titel | Punkte | 5      |
| 2014                | 2. Oktober    | Leila El Akab       | München           | Lowk bis 62,5 kg | WKU         | Sieg, EM-Titel | Punkte | 5      |
| 2014                | 11. Dezember  | Barbara Nalepka     | München           | Lowk bis 60,0 kg | WKU         | Sieg, EM-Titel | Punkte | 5      |
| 2015                | 12. März      | Monika Babic        | München           | Lowk bis 62,5 kg | WKU         | Sieg, WM-Titel | Punkte | 5      |
| 2015                | 7. Mai        | Alessia Greco       | Deggendorf        | Lowk bis 62,5 kg | WKU         | Sieg, WM-Titel | Punkte | 5      |
| 2015                | 18. Juli      | Victoria Lomax      | Halle (Westfalen) | Lowk bis 62,5 kg | WKU         | Sieg, WM-Titel | Punkte | 5      |
| 2015                | 17. Oktober   | Andreia Inacio      | München           | Lowk bis 62,5 kg | WKU         | Sieg, WM-Titel | Punkte | 5      |
| 2015                | 21. November  | Tanya Merrett       | München           | Lowk bis 62,5 kg | WKU         | Sieg, WM-Titel | Punkte | 5      |
| 2016                | 12. März      | Kerry Hughes        | München           | Lowk bis 62,5 kg | WKU         | Sieg, WM-Titel | Punkte | 5      |
| 2016                | 7. Mai        | Elna Nilson         | Ingolstadt        | Lowk bis 62,5 kg | WKU         | Sieg, WM-Titel | Punkte | 5      |
| 2016                | 10. September | Sheila García       | München           | Lowk bis 60,0 kg | WKU         | Sieg, WM-Titel | Punkte | 10     |
| 2017                | 11. März      | Rachida Bouhout     | München           | VK bis 62,5 kg   | WKU         | Sieg, WM-Titel | Punkte | 10     |
| 2017                | 1. Juli       | Claire Clements     | München           | VK bis 62,5 kg   | WKU         | Sieg, WM-Titel | KO     | 7      |
| 2017                | 9. September  | Pernille Schjonning | München           | Lowk bis 62,5 kg | WKU         | Sieg, WM-Titel | Punkte | 10     |
| 2017                | 18. November  | Jessica Gladstone   | Düsseldorf        | Lowk bis 60,0 kg | WKU         | Sieg, WM-Titel | Punkte | 10     |
| 2018                | 9. Juni       | Lucia Krajčovič     | München           | VK bis 60,0 kg   | WKU         | Sieg, WM-Titel | Punkte | 10     |
| 2018                | 22. September | Rebeka Szendrei     | München           | Lowk bis 62,5 kg | WKU         | Sieg, WM-Titel | Punkte | 10     |
| 2019                | 28. März      | Alexandra Sitnikova | München           | VK bis 65,0 kg   | WKU         | Sieg, WM-Titel | Punkte | 3      |
| 2019                | 19. Juni      | Athina Evmorfiadi   | München           | Lowk bis 65,0 kg | WKU         | Sieg, WM-Titel | Punkte | 5      |
| 2019                | 3. Oktober    | Dr. Rola Khaled     | München           | Lowk bis 62,5 kg | WKU         | Sieg, WM-Titel | Punkte | 5      |
| 2020                | 16. Februar   | Ajla Lukac          | München           | VK bis 62,5 kg   | WKU         | Sieg, WM-Titel | Punkte | 5      |
| 2021                | 13. März      | Michaela Michl      | München           | Lowk bis 65,0 kg | WKU         | Niederlage     | Punkte | 5      |
| 2021                | 2. Oktober    | Ilda Lelo           | München           | Lowk bis 62,5 kg | WKU         | Sieg, WM-Titel | TKO    | 4      |
| 2022                | 26. Februar   | Ines Casqueiro      | München           | Lowk bis 62,5 kg | WKU         | Sieg, WM-Titel | Punkte | 5      |
| 2022                | 1. Juli       | Kelly Danioko       | München           | Lowk bis 62,5 kg | WKU         | Niederlage     | Punkte | 5      |

## Sonstiges
- Seit September 2015 unterstützt Lang als Schirmherrin das Projekt „Boxt euch durch München“.
- Seit Juni 2018 ist Lang Patin des Projekts „Schule ohne Rassismus, Schule mit Courage“ am Sonderpädagogischen Förderzentrum in München-Ost.
- Ende 2018 nahm Lang an der Spielshow Catch! Der große Sat.1 Fang-Freitag teil.
- 2018 war sie als Nebendarstellerin in der zweiten Staffel der Fernsehserie 4 Blocks zu sehen.
- Im August 2021 war sie Teilnehmerin der neunten Staffel von Promi Big Brother auf Sat.1 und belegte den fünften Platz.